# Shavon Greaves
Shavon Greaves (ur. 20 grudnia 1988) – amerykańska lekkoatletka, sprinterka.

## Osiągnięcia
- medalistka mistrzostw NCAA

## Rekordy życiowe
- bieg na 100 m – 11,37 (2010)
- bieg na 200 m (hala) – 22,98 (2010) najlepszy wynik na świecie w sezonie halowym 2010[1][2]